# Публий Суилий Руф
Вижте пояснителната страница за други личности с името Суилий.
Публий Суилий Руф (на латински: Publius Suillius Rufus; † 58 г.) е римски политик, сенатор и обвинител по времето на император Клавдий.

## Биография
Син е на Вистилия и така доведен брат на генерал Гней Домиций Корбулон и Милония Цезония, която става четвъртата съпруга на император Калигула.
Суилий е женен за доведената дъщеря на поета Овидий. Неговите синове са Марк Суилий Нерулин и Суилий Цезониан, който е привърженик на Месалина.
Суилий е първо decemvir stlitibus iudicandis, между 15 и 18 г. квестор на Германик, легат на неизвестен легион (17/19?) и претор (23?). Между 41 и 45 г. той е суфектконсул заедно с Квинт Осторий Скапула, след това 53/54 г. управлява като проконсул провинция Азия.
По времето на Клавдий той е най-големият обвинител. Негови жертви са през 43 г. Юлия, дъщерята на Юлий Цезар Друз и Ливила; през 47 г. Попея Сабина Старша и множество консули като Корнелий Луп и Децим Валерий Азиатик. Успява да не бъде съден от Сената. По времето на Нерон е даден под съд от Сенека през 58 г. за изнудване и въпреки старостта си е изгонен на Балеарите.